# Giuseppe Fois
Giuseppe Fois (Sassari, 21 marzo 1899 – ...) è stato un arbitro di calcio italiano.

## Carriera
Nei primi anni venti ha giocato come portiere nella Sef di Sassari. Finita la scuola è diventato un arbitro imponendosi come uno dei migliori fischietti sardi. A Sassari nel 1930 ricopriva l'incarico di Direttore dell'Ufficio dei Contributi Unificati, antenato dell'Agenzia delle Entrate, e proprio il suo impegno lavorativo lo costrinse a trasferirsi a Roma. Risiedendo nella capitale l'arbitro sassarese si presentò alla sezione arbitrale romana che lo prese in carico.
Poco dopo iniziò ad arbitrare in Prima Divisione, poi dal 1935 nel nuovo campionato di Serie C ed in Serie B e dopo alcuni anni di gavetta esordì nella massima serie a Lucca il 10 aprile 1938 nella partita Lucchese-Bari (2-1). È stato il primo arbitro sardo a raggiungere questo livello. In Serie A in tutto ha diretto 45 partite, l'ultima delle quali il 2 marzo 1947 Inter-Genoa (2-1).
Smesso di arbitrare ha continuato la sua collaborazione con la sezione arbitrale di Roma di cui divenne un autorevole dirigente, assumendo nella stagione 1964-65 la massima carica di Commissario della Sezione.